# Gackau
Die Gackau ist ein 18,2 km langer, südlicher und linker Zufluss der Lune im niedersächsischen Landkreis Cuxhaven.

## Verlauf
Der Ursprung der Gackau liegt in einem Wiesengelände nördlich der Siedlung Albstedt und östlich von Albstedt. Dort fließen ein östlicher und ein südlicher Quellbach zusammen.
Die Gackau fließt überwiegend in nordnordwestlicher Richtung. Im Ober- und Mittellauf verläuft sie vorbei an Albstedt, Finna, Bramstedt, Gackau, Kransmoor, Heise und Wittstedt. Sie ist im Mittellauf auf zwei kurzen Abschnitten Grenzfluss der Einheitsgemeinden Hagen im Bremischen im Westen und Beverstedt im Osten. Weiter flussabwärts fließt sie im Unterlauf ein kurzes Stück auf der Grenze von Hagen im Bremischen im Osten zur Einheitsgemeinde Loxstedt im Westen.
Die Gackau mündet nördlich der Loxstedter Ortschaft Hetthorn in den dort von Ostsüdosten heran fließenden Unterweser-Zufluss Lune.

## Schutzstatus
Die Gackau liegt nördlich von Wittstedt bis zur Mündung in die Lune im FFH-Gebiet „Teichfledermausgewässer im Raum Bremerhaven/Bremen“, das hier gleichzeitig als Naturschutzgebiet „Teichfledermausgewässer“ ausgewiesen ist.